# Villanueva del Fresno (kommunhuvudort)
Villanueva del Fresno är en kommunhuvudort i Spanien.   Den ligger i provinsen Provincia de Badajoz och regionen Extremadura, i den sydvästra delen av landet, 400 km sydväst om huvudstaden Madrid. Villanueva del Fresno ligger 256 meter över havet och antalet invånare är 3 582.
Terrängen runt Villanueva del Fresno är platt. Runt Villanueva del Fresno är det glesbefolkat, med 9 invånare per kvadratkilometer. Villanueva del Fresno är det största samhället i trakten. Trakten runt Villanueva del Fresno består till största delen av jordbruksmark.